# Chow’s Gymnastics & Dance Institute
O Chow’s Gymnastics & Dance Institute foi concretizado em 1998 pelo então treinador chinês Liang Qiao, radicado nos Estados Unidos há oito anos. Aberto em Des Moines, Iowa, o ginásio formou a atleta campeã mundial e medalhista olímpica da trave de equilíbrio Shawn Johnson. Criado com o intuito de trazer o melhor que o conceito do desporto pode proporcionar, o instituto trabalha com ginastas desde a sua infância, pois é nessa fase que se pode extrair e semear habilidades e conceitos.